# فرودگاه کریوچکوو
فرودگاه کریوچکوو (به انگلیسی: Kryuchkovo) یک فرودگاه نظامی است . این فرودگاه در شهر تور (روسیه) کشور روسیه قرار دارد و در ارتفاع ۰ متری از سطح دریا واقع شده است.